# Кужубин

Кужубин на карте штата.

Кужубин (порт. Cujubim)  —  муниципалитет в Бразилии, входит в штат Рондония. Составная часть мезорегиона Мадейра-Гуапоре. Входит в экономико-статистический  микрорегион Порту-Велью. Население составляет 15 854 человека на 2010 год. Занимает площадь 3 863,94 км². Плотность населения — 4,10 чел./км².

## История
Город основан в 1994 году.

## Демография
Согласно сведениям, собранным в ходе переписи 2010 г. Национальным институтом географии и статистики (IBGE), население муниципалитета составляет:
| Полное население                               | Полное население                               | Полное население                               | Полное население                               | 15 854 |
| ---------------------------------------------- | ---------------------------------------------- | ---------------------------------------------- | ---------------------------------------------- | ------ |
| в том числе:                                   | Городское население                            | 11 043                                         | Процент городского населения, %                | 69,65  |
|                                                | Сельское население                             | 4 811                                          | Процент сельского населения, %                 | 30,35  |
|                                                | Мужское население                              | 8 456                                          | Процент мужского населения, %                  | 53,34  |
|                                                | Женское население                              | 7 398                                          | Процент женского населения, %                  | 46,66  |
| Плотность населения, чел/км²                   | Плотность населения, чел/км²                   | Плотность населения, чел/км²                   | Плотность населения, чел/км²                   | 4,10   |
| Население муниципалитета в % к населению штата | Население муниципалитета в % к населению штата | Население муниципалитета в % к населению штата | Население муниципалитета в % к населению штата | 1,01   |

По данным оценки 2015 года население муниципалитета составляет 20 974 жителя.

## Статистика
- Валовой внутренний продукт на 2004 составляет 56.881.000,00 реалов (данные: Бразильский институт географии и статистики).
- Валовой внутренний продукт на душу населения на 2004 составляет 6.160,00 реалов (данные: Бразильский институт географии и статистики).
- Индекс развития человеческого потенциала на 2000 составляет 0,695 (данные: Программа развития ООН).

## География
Климат местности: экваториальный. В соответствии с классификацией Кёппена, климат относится к категории Am.

## Важнейшие населенные пункты
| № | Населённый пункт | Населённый пункт (порт.) | Категория | Население чел. (2010) | На карте                       |
| - | ---------------- | ------------------------ | --------- | --------------------- | ------------------------------ |
| 1 | Кужубин          | Cujubim                  | город     | 11043                 | 9°21′53″ ю. ш. 62°34′53″ з. д. |